# Црква Светог великомученика Пантелејмона у Рикачеву
Црква Светог великомученика Пантелејмона у Рикачеву, насељеном месту на територији општине Босилеград, православни је храм који припада Епархији врањској Српске православне цркве.
Црква посвећена Светом великомученику Пантелејмону саграђена је 1908. године, али је због небриге била урушена. Комплетно је реновирана и подигнута из темеља, у периоду од 2013. до 2015. године. Њено освећење, на дан Светог великомученика Пантелејмона, 9. августа 2015. године, извршио је Епископ врањски Пахомије.